# Erenhot
Erenhot, Erlian of Ereen is een stad in de prefectuur Xilin Gol in de autonome regio Binnen-Mongolië in China. De stad ligt in de Gobi woestijn op de grens met Mongolië en heeft 16.330 inwoners (2006). Op 966 meter hoogte markeert een grote boog de grens tussen de twee landen. Zamyn-Üüd is de plaats aan de andere kant van de grens, op 8 kilometer afstand gelegen.

## Verkeer
Erlian heeft een station op de Trans-Mongoolse spoorlijn. Internationale treinen wisselen hier hun wielen, vanwege het verschil in spoorbreedte tussen China (normaalspoor) en Rusland en Mongolië (breedspoor). De stad is daarnaast ook het noordelijke eindpunt van de China National Highway 208, Erenhot - Changzhi.

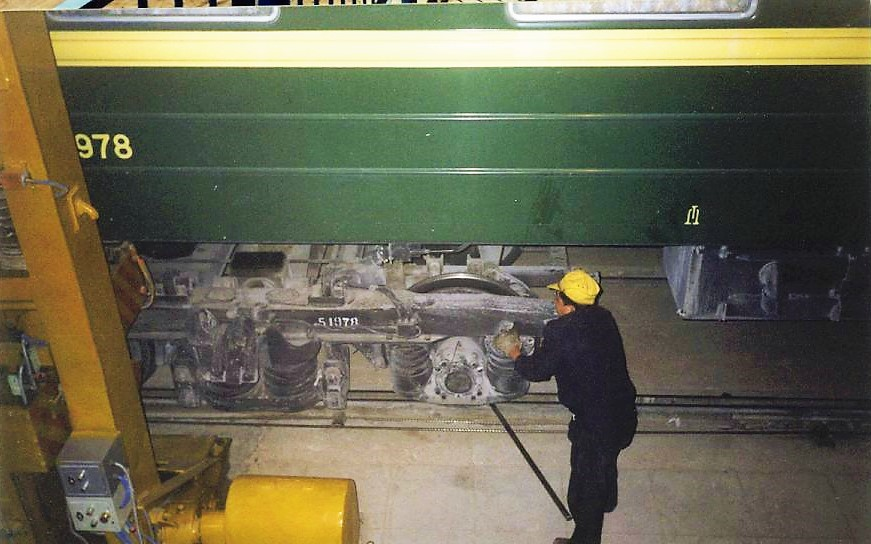
Het wisselen van de wielen in Erenhot